# David Weatherall

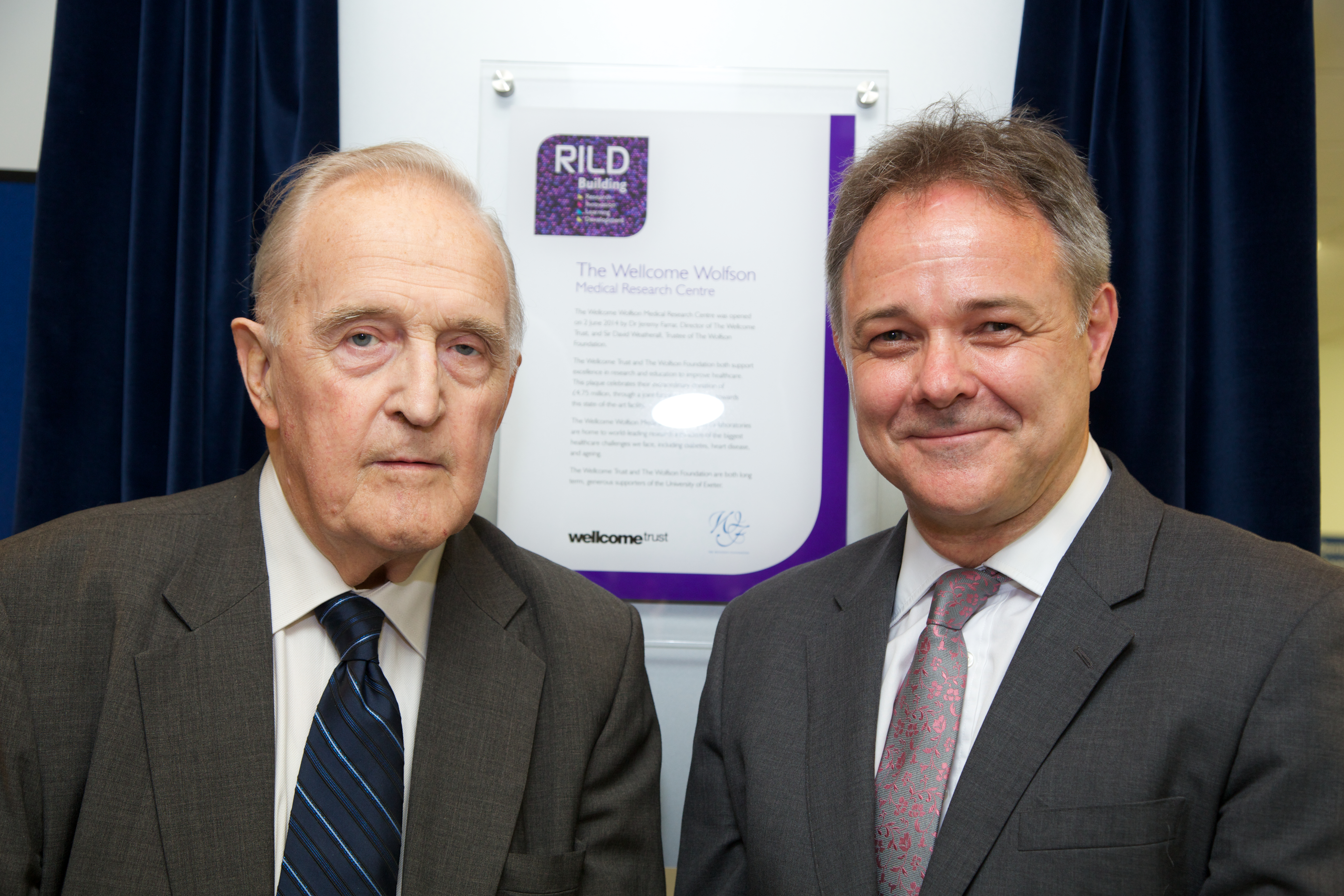
David Weatherall (links), 2014

Sir David John Weatherall (* 9. März 1933; † 8. Dezember 2018) war ein britischer Molekulargenetiker und Mediziner (Hämatologie, Pathologie).

## Werdegang
Weatherall studierte Medizin an der University of Liverpool mit dem Abschluss 1956 (M. D., Bachelor of Medicine, Bachelor of Surgery MB ChB). Danach war er zwei Jahre bei der Armee (unter anderem in Nepal) und mit einem Stipendium an der Johns Hopkins University, bevor er an die Universität Liverpool zurückkehrte, wo er Professor für Hämatologie wurde. 1974 wurde er Nuffield Professor für Klinische Medizin an der Universität Oxford und von 1992 bis 2000 war er dort Regius Professor of Medicine. 1989 gründete er das Institute for Molecular Medicine in Oxford, das nach seiner Emeritierung nach ihm benannt wurde (Weatherall Institute of Molecular Medicine). Nach seiner Emeritierung 2000 war er Kanzler der Keele University.
Weatherall war ein führender Fachmann für Thalassämie, einer Erbkrankheit mit abnorm veränderter Produktion von Globinen. Er baute seit den 1970er Jahren ein Forschungsnetzwerk (zum Beispiel mit Thailand, Laos, Kenia, Vietnam) über Thalassämie auf und konnte deren klinische Behandlung in Ländern der Dritten Welt verbessern, wo die Krankheiten eine besondere Rolle spielen.
2002 war er Hauptautor eines Reports für die WHO über die Anwendung der Gentechnik auf Weltgesundheitsfragen.
1987 wurde er geadelt. Er war in der British Humanist Association aktiv. 2010 gewann er den Lasker-Koshland Special Achievement Award in Medical Science (nach der Laudatio für seine führende internationale Rolle in der Biomedizin in den letzten 50 Jahren), 2001 den Prinz-Mahidol-Preis und 2003 den William Allan Award. 1994 war er mit der Buchanan Medal der Royal Society ausgezeichnet worden. 2006 erhielt er die Mendel Medal der Genetics Society, 2011 den Karl Landsteiner Memorial Award. Er war Fellow der Royal Society und des Royal College of Physicians. 1988 wurde er in die American Academy of Arts and Sciences und in die Academia Europaea gewählt, 1990 in die National Academy of Sciences und 2005 in die American Philosophical Society.